# 床头板

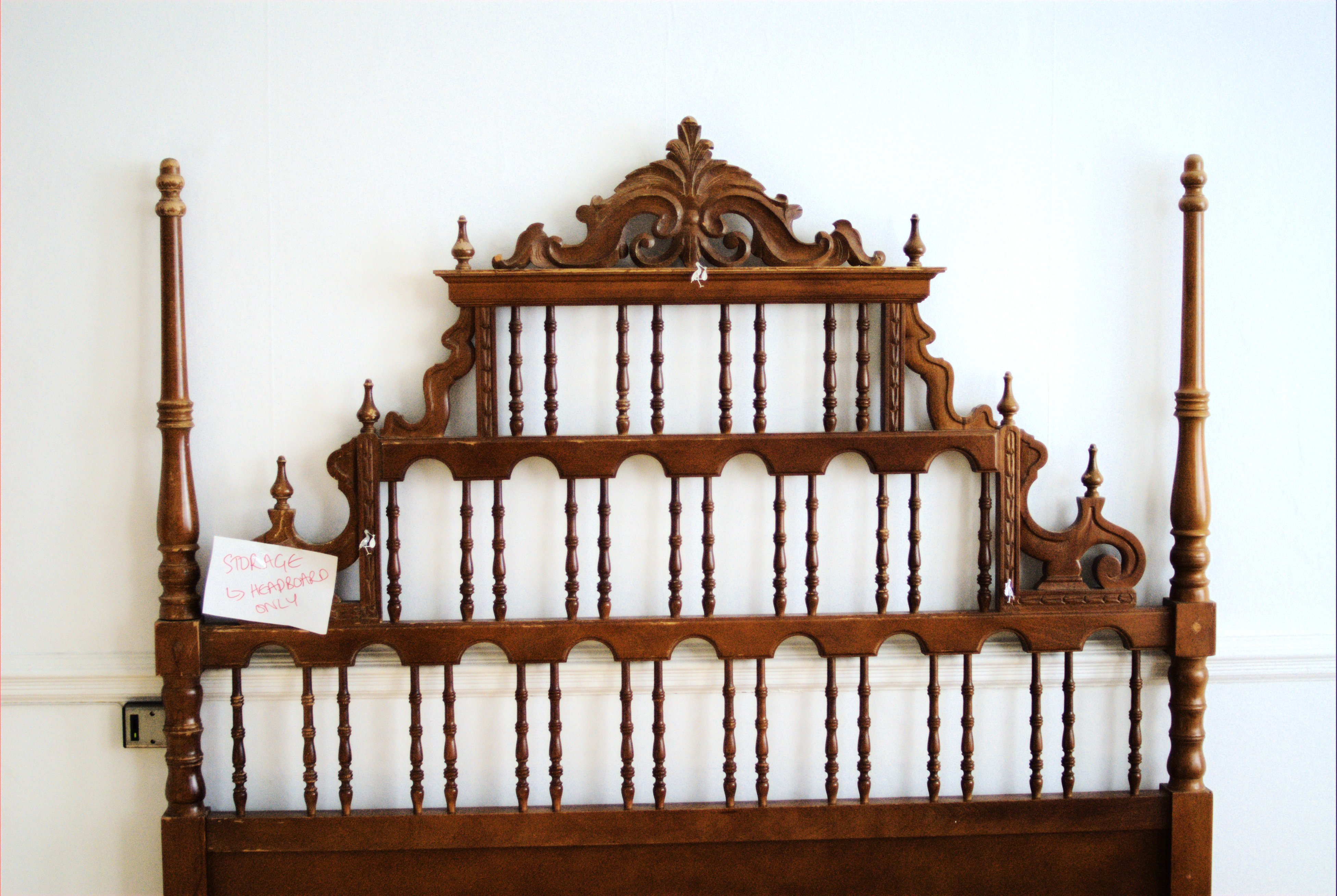
木製床頭板

床头板是一種固定在床頭（靠近枕頭的地方）的家具。床头板通常由木材製成。床頭板可以防止枕頭從床上滑落，  它還可以阻挡冷风吹到头部，另外其還有装饰效果。中世纪，欧洲富裕的家庭里出現了床头板。床头板一般會靠在墙上。